# Катин, Николай Андреевич
Ка́тин Никола́й Андре́евич (21 ноября 1924, деревня Ильинское — 7 апреля 1945, Кёнигсберг, Свободное государство Пруссия, Германия) — Герой Советского Союза, старший лейтенант. Член ВКП(б) с марта 1945 года. Участник Великой Отечественной войны с августа 1943 года.

## Биография
Родился в семье русских крестьян в Татарстане. Получил среднее образование. В 1941 году поступил в Казанский авиационный институт. В августе 1943 года попал на фронт.

### Бой у села Побетен
Командир пулемётной роты 68-го стрелкового полка (70-я стрелковая дивизия, 43-я армия, 3-й Белорусский фронт) старший лейтенант Николай Катин с 3 по 4 марта 1945 года отличился в бою за опорный пункт противника у населённого пункта Побетен (ныне поселок Романово Калининградской области).
Рота Николая Катина получила приказ овладеть высотой — от этого зависел исход наступления. Старший лейтенант выдвинулся с пулемётом вперёд, вклинился в оборону противника. Противник начал контратаковать. Первая атака гитлеровцев захлебнулась — пулемёт бил точными, короткими очередями. За первой контратакой последовали ещё несколько. Расчёт Катина подпускал немцев на 70—80 метров и вёл прицельный огонь. Точные удары пулемётчика заставили отступать силы противника, что позволило ликвидировать значительную часть группировки. В этом бою Николай Катин уничтожил 30 гитлеровских солдат и офицеров.

### Штурм Кёнигсберга
7 апреля 1945 года в бою за населенный пункт Фридрихсвальде (Friedrichswalde) (поселок Зелёное города Калининграда) Катин с группой бойцов захватил дом.
Ворвавшись в сильно укреплённый опорный пункт, она перерезала пути отступления части гарнизона. Но советских бойцов было слишком мало на этом участке, чтобы развить успех. К середине дня положение изменилось. Гитлеровцы окружили несколько домов, где засели наши пулемётчики. В течение трёх часов рота сдерживала их натиск. В живых рядом с Катиным осталось только два солдата. Старший лейтенант поручил им один из пулемётов, а сам отстреливался из второго. Немцы вели непрерывный артиллерийский обстрел дома.
После очередного разрыва пулемёт за спиной командира замолчал — погиб его последний расчёт. Катин был вынужден вести огонь из двух пулемётов одновременно, обстреливая обе стороны улицы. К шестой атаке врага пулеметные ленты кончились.
К дому почти вплотную подошло самоходное орудие, которое произвело выстрел в упор по дому. В представлении к награде указано, что это было самоходное оружие "Фердинанд", но достоверно известно, что в Восточной Пруссии не было ни одного "Фердинанда", а бойцы зачастую называли так любую САУ противника.
Использовав две гранаты, Катин уничтожил самоходку. Как только нацисты ворвались дом, Катин бросил гранату себе под ноги.
Указом Президиума Верховного Совета СССР от 19 апреля 1945 года за образцовое выполнение боевых заданий командования на фронте борьбы с немецко-фашистскими захватчиками и проявленные при этом мужество и героизм, старшему лейтенанту Николаю Андреевичу Катину посмертно присвоено звание Героя Советского Союза. После окончания штурма 9 апреля 1945 года, старший лейтенант Катин похоронен в братской могиле в посёлке Переславское Зеленоградского района Калининградской области.

## Захоронение героя
В 1985 году в связи с директивой укрупнить все военные захоронения в Зеленоградском районе останки офицера в числе других воинов были извлечены с бывшего кладбища войскового медсанбата в посёлке Волошино. Однако, как выяснилось через 20 лет, перезахоронение было выполнено с грубейшими нарушениями. За полтора месяца работы на месте следопыты отряда «Совесть» обнаружили останки 128 красноармейцев, в том числе Николая Катина. Установили его прах по истлевшим погонам и характеру ранений. Останки воинов, упакованные в полиэтиленовые пакеты, более двух лет находились у руководителя отряда «Совесть» Руслана Химасова, поскольку местные чиновники не могли выделить средств на перезахоронение. Ситуация изменилась только после журналистского расследования, которое предпринял собкор газеты «Известия» в Калининградской области Илья Стулов.
20 октября 2006 года, в торжественной обстановке, останки 271 воина Великой Отечественной войны, в том числе Героя Советского Союза старшего лейтенанта Николая Катина были перезахоронены на Переславском военно-историческом мемориале под Калининградом.

## Награды
Награждён орденом Ленина, двумя орденами Красной Звезды.

## Память
В Калининграде установлен обелиск, а на доме, где погиб Герой, — мемориальная доска. Именем Николая Катина названы улицы в Калининграде и Зеленодольске.